# كينيث بي تومسون
كينيث بي تومسون (بالإنجليزية: Kenneth P. Thompson)‏ هو محامي أمريكي، ولد في 14 مارس 1966 في نيويورك في الولايات المتحدة، وتوفي في 9 أكتوبر 2016 في مركز ميموريال سلون كيترينغ للسرطان في الولايات المتحدة بسبب سرطان القولون.